# Triều Tiên Dân chủ
Triều Tiên Dân chủ (tiếng tiếng Triều Tiên: 민주조선; dịch nghĩa đen: ""Dân chủ Triều Tiên"") là một tờ báo nhà nước của chính phủ Cộng hòa Dân chủ Nhân dân Triều Tiên. Nó được xuất bản ở Bình Nhưỡng. Tờ báo được bắt đầu vào năm 1945. Đây cũng chính là là tờ báo chính của Nội các Triều Tiên và Ủy ban Thường vụ Hội đồng Nhân dân Tối cao.

## Lịch sử
Triều Tiên Dân chủ được thành lập vào năm 1945. Tờ báo này bắt đầu với tên gọi là Bình Nhưỡng Nhật báo, là cơ quan của Ủy ban Nhân dân Bình An Nam. Vào tháng 10 năm 1945, nó được đổi tên thành Triều Tiên Dân chủ và được giữ nguyên cho đến hiện tại, vì nó trở thành cơ quan của Ủy ban Nhân dân Lâm thời Cộng hòa Dân chủ Nhân dân Triều Tiên, và giữ vị trí hiện tại vào tháng 9 năm 1948 khi Cộng hòa Dân chủ Nhân dân Triều Tiên chính thức được thành lập.
Triều Tiên Dân chủ được coi là tờ báo của Triều Tiên tương đương với tờ báo Izvestiya của Liên Xô. Ở Liên Xô, Izvestiya tập trung vào kinh tế hơn so với tờ báo Pravda, vốn là tờ báo tuyên truyền nhiều hơn về nội dung. Sự khác biệt này đã được phản ánh trong hai tờ báo của Triều Tiên là Triều Tiên Dân chủ và Rodong Sinmun. Kể từ năm 1967 cho đến năm xảy ra Sự cố phe phái Giáp Sơn - nội dung của tờ Triều Tiên Dân chủ giống với nội dung của Rodong Sinmun.
Tờ báo ra mắt trang web chính thức của mình vào năm 2019.

## Tổng quát
Triều Tiên Dân chủ là tờ báo chính thức của chính phủ Cộng hòa Dân chủ Nhân dân Triều Tiên. Cụ thể, đó là cơ quan của Nội các Triều Tiên và Đoàn Chủ tịch Hội đồng Nhân dân Tối cao. Nó được coi là tờ báo có thẩm quyền thứ hai trong nước, sau Rodong Sinmun. Không giống như Rodong Sinmun, nó xử lý nhiều vấn đề về hành chính hơn, chẳng hạn như các quyết định và mệnh lệnh của Nội các, luật, quy định và các vấn đề chính sách. Nội dung về cả chính sách đối ngoại và đối nội, kinh tế và văn hóa cũng rất điển hình. Nhiệm vụ chính thức của tờ báo là "trang bị cho công nhân của các cơ quan quản lý nhân dân và các cơ quan kinh tế quốc gia với tư tưởng cách mạng của Lãnh tụ Vĩ đại và hệ tư tưởng Chủ thể, đồng thời giúp ích rất nhiều cho toàn xã hội trong việc hoàn thành các kỳ công của tư tưởng Chủ thể bằng cách giữ chặt công nhân xung quanh Đảng và Lãnh tụ vĩ đại và mạnh mẽ tổ chức và vận động họ". Triều Tiên Dân chủ được xuất bản và lưu hành ở thủ đô Bình Nhưỡng. Tính đến  năm 1974, số lượng báo được xuất bản và lưu hành là 200.000. Tổng biên tập của báo là Jong Ri-jong.

## Các bài xã luận về năm mới
Như một truyền thống kể từ năm 1996, cùng với hai tờ báo nhà nước chính khác ở Triều Tiên đó là Thông tấn xã Trung ương Triều Tiên và tờ Rodong Sinmun, luôn xuất bản một bài xã luận chung về Năm mới nêu rõ các chính sách của đất nước trong năm. Các bài xã luận thường ca ngợi chính sách Tiến quân trị, chính phủ và các nhà lãnh đạo, cũng như khuyến khích sự phát triển của đất nước. Họ cũng chỉ trích các chính sách của Hàn Quốc, Nhật Bản, Hoa Kỳ và các chính phủ phương Tây đối với đất nước. Vào ngày 1 tháng 1 năm 2006, cơ quan này đã gửi một bài xã luận chung từ các tờ báo nhà nước của Triều Tiên kêu gọi Lục quân Hoa Kỳ rút khỏi Hàn Quốc. Trong khi các bài xã luận vào ngày 1 tháng 1 hàng năm là một truyền thống của các tờ báo, năm đó đã thu hút sự chú ý từ các phương tiện truyền thông phương Tây, bằng cách kêu gọi một "chiến dịch toàn quốc nhằm đánh đuổi quân đội Mỹ". Bài xã luận đưa ra một số đề cập đến sự thống nhất bán đảo Triều Tiên. Bài xã luận năm 2009 cũng nhận được sự chú ý tương tự, vì không có sự chỉ trích đối với chính sách của Hoa Kỳ mà còn thừa nhận các vấn đề nghiêm trọng trong nền kinh tế quốc gia. Bài xã luận cũng đề cập đến việc phi hạt nhân hóa trên bán đảo Triều Tiên, trong đó các nhà phân tích cho rằng đó là một dấu hiệu "đáng hy vọng". Điều này đã được lặp lại một lần nữa trong bài xã luận năm 2010 của nó, trong đó kêu gọi chấm dứt các hành động thù địch với Hoa Kỳ và mong muốn một Bán đảo Triều Tiên không có hạt nhân.
Ấn bản xã luận chung năm 2011, ngoài lời kêu gọi phi hạt nhân hóa bán đảo Triều Tiên và giảm căng thẳng giữa hai miền Triều Tiên, lần đầu tiên, đã đề cập đến các ngành công nghiệp nhẹ đang phát triển của CHDCND Triều Tiên, được đưa ra như một lý do cho sự trỗi dậy sắp tới trong kinh tế quốc gia trong năm mới và để đạt được sứ mệnh quốc gia Kangsong Taeguk.
Ấn bản xã luận chung năm 2012, ấn bản đầu tiên dưới thời lãnh đạo của Kim Jong-un, bắt đầu với sự tôn vinh lớn đối với cựu lãnh tụ vĩ đại Kim Jong-il và bên cạnh những lời kêu gọi thường xuyên cải thiện quan hệ liên Triều và thực hiện Tuyên bố vào ngày 4 tháng 10 năm 2007, và kêu gọi cả nước ưu tiên thực hiện sứ mệnh Cường thịnh đại quốc năm 2012 của Kim Jong-il, tiếp nối những di sản của ông và cha của ông là Kim Nhật Thành cho toàn thể đất nước và sự nghiệp xây dựng xã hội chủ nghĩa, đồng thời xây dựng và khuyến khích các lĩnh vực khác nhau trong nước để đóng góp vào sự tiến bộ của quốc gia trên mọi lĩnh vực bằng mọi giá.
Thông lệ này đã kết thúc vào năm 2013 khi Kim Jong-un có bài phát biểu mừng năm mới đầu tiên trên truyền hình sau 19 năm.